# 車会党
車会党（しゃかいとう）は、1882年（明治15年）10月4日に自由党左派の奥宮健之が、桜田百衛や三浦亀吉（人力車夫）らとともに結成した政治結社。後に結党式を行い、政党となった。車界党とも呼ばれた。

## 解説
1882年6月25日に東京馬車鉄道（新橋～日本橋間）が開業して馬車鉄道が始まった事により、それまで主要な交通手段の一つであった人力車の需要が減少し、失業する人力車夫が増加した。
ちょうどその頃奥宮健之と桜田百衛は無産大衆の組織化に着手していたため、東京馬車鉄道の敷設で失業した車夫に着目し、自由党党員だった竹内綱の抱えの三浦亀吉という人力車夫の親方を説得・周旋させる事に成功。同年10月4日、神田明神の境内で車夫300余人を集めて人力車夫大懇親会を開催。懇親会開催前に集まった者にはいくらでも酒を飲ませるというビラを撒いていたため、300余名の車夫が集まった。席上で三浦は〈車夫と雖ども亦皆同等の人間なり〉と訴え、天賦人権思想と団結の必要性を説いた。以後各所で懇親会を開いて宣伝活動を展開し、新聞記者によって「車会党」（車界党とも）と名付けられた。11月24日には車夫政談演説会（結党式でもあった）が開かれ、車夫・一般人を含め2000人余りが参加した。
しかし、結党式から僅か4日後の11月28日に、奥宮と三浦が官吏職務妨害（演説を止めようとした警備の巡査に暴行した）で検挙・投獄され、更に桜田も翌1883年（明治16年）1月18日に病死した事により、車会党は自然消滅した。
帝国議会開設（1889年〔明治22年〕）前に結党・消滅したため、衆議院議員を出していないが、日本初の無産政党とする文献もある。